# Rue Bergère
Ne doit pas être confondu avec Butte Bergeyre.
La rue Bergère est une voie du 9e arrondissement de Paris, en France.

## Situation et accès
La rue Bergère est une voie publique située dans le 9e arrondissement de Paris. Elle débute au 13, rue du Faubourg-Poissonnière et se termine au 12, rue du Faubourg-Montmartre.

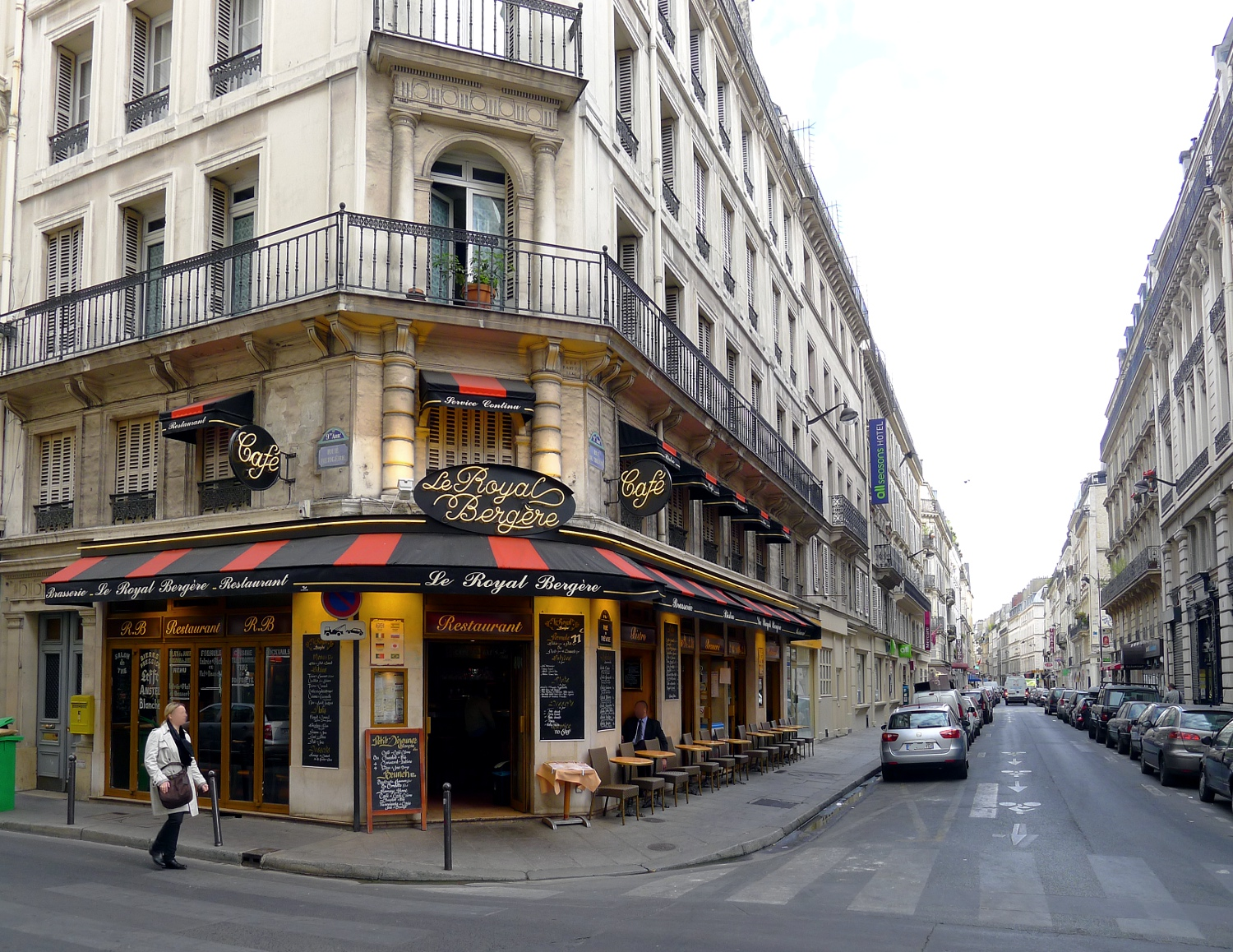
Rue Bergère au carrefour de la rue de Trévise.
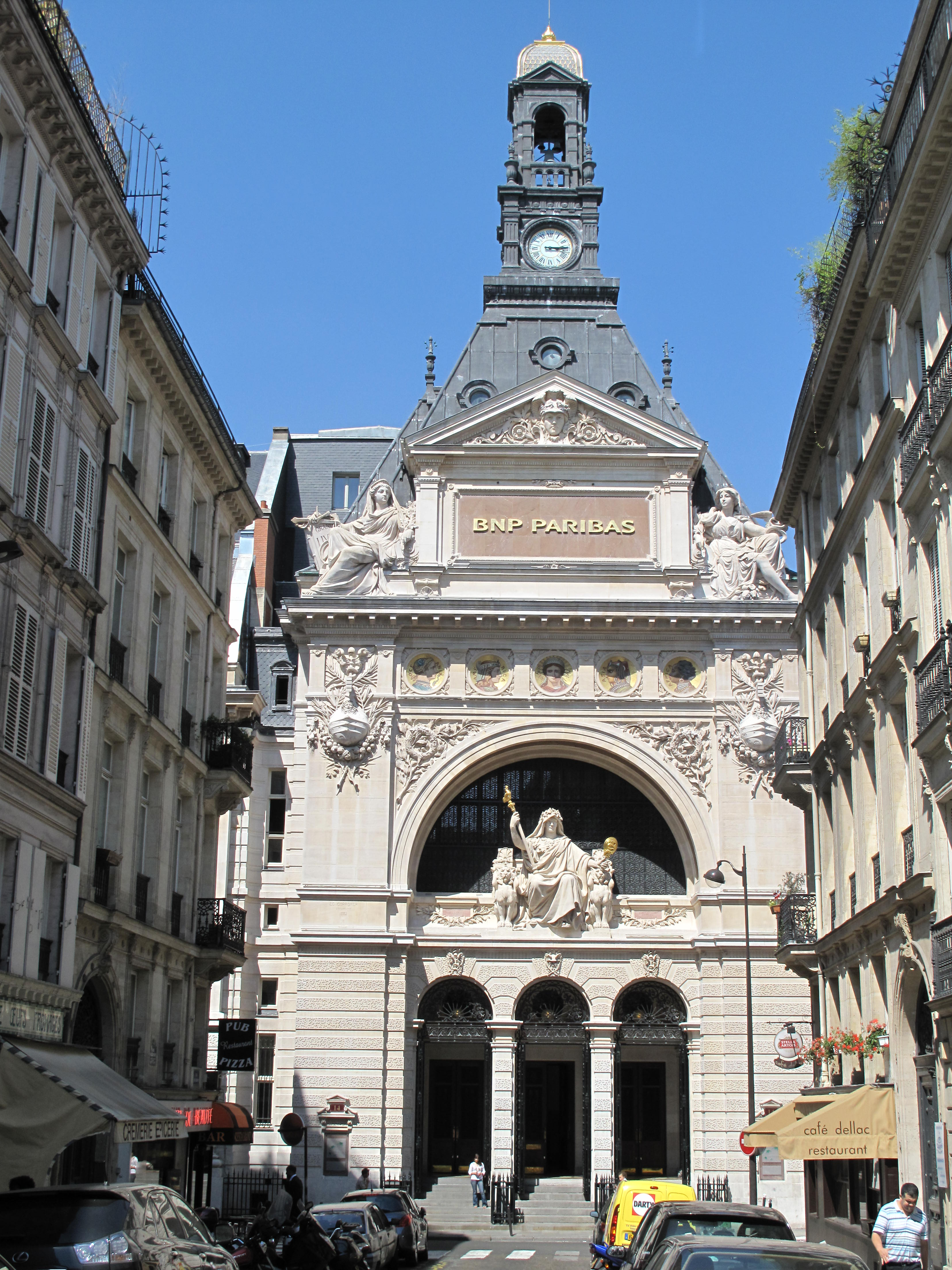
Face à la rue Rougemont, l'ancien bâtiment CNEP, aujourd'hui BNP Paribas.

Ce site est desservi par les stations de métro Grands Boulevards et Bonne-Nouvelle.

## Origine du nom
Le nom est dû à Guillaume Berger et sa sœur Jeanne dont la rue longeait le jardin au XVIe siècle.

## Historique
Encore en 1734 il n'y avait que trois maisons dans la rue.
Par ordonnance 1833, la rue est alignée :
« Article 1 — Sont arrêtés ainsi qu'ils sont tracés sur les plans ci-annexés, conformément aux procès-verbaux des points de repère transcrits sur les dits plans, les alignements des voies publiques de Paris ci-après désignées, savoir : rues Beauregard, Bellefond, Bergère, Bleue, Bochard-de-Saron, de la Boule-Rouge, Buffault, Coquenard, Cretet, Montholon, Papillon, Pétrelle prolongée, Ribouté, Richer, Turgot, avenue Trudaine.
Article 2 — Il sera procédé conformément aux lois et règlements en vigueur, ou tout ce qui pourra concerner soit les réparations d’entretien, soit la démolition, pour cause de vétusté, des bâtiments qui excèdent les alignements ainsi arrêtés, soit les terrains à occuper par la voie publique ou par les particuliers, soit enfin les indemnités qui seront dues de part et d'autre pour la cession de ces terrains.
Article 3 — Notre ministre secrétaire d’État au département du commerce et des travaux publics est chargé de l'exécution de la présente ordonnance.
Donné au palais des Tuileries, le 23 août 1833.
Signé : Louis-Philippe Ier. »
A la fin du XIXe siècle, celle-ci donne son nom aux célèbres « Folies Bergère », situées quelques rues plus loin au 32, rue Richer.

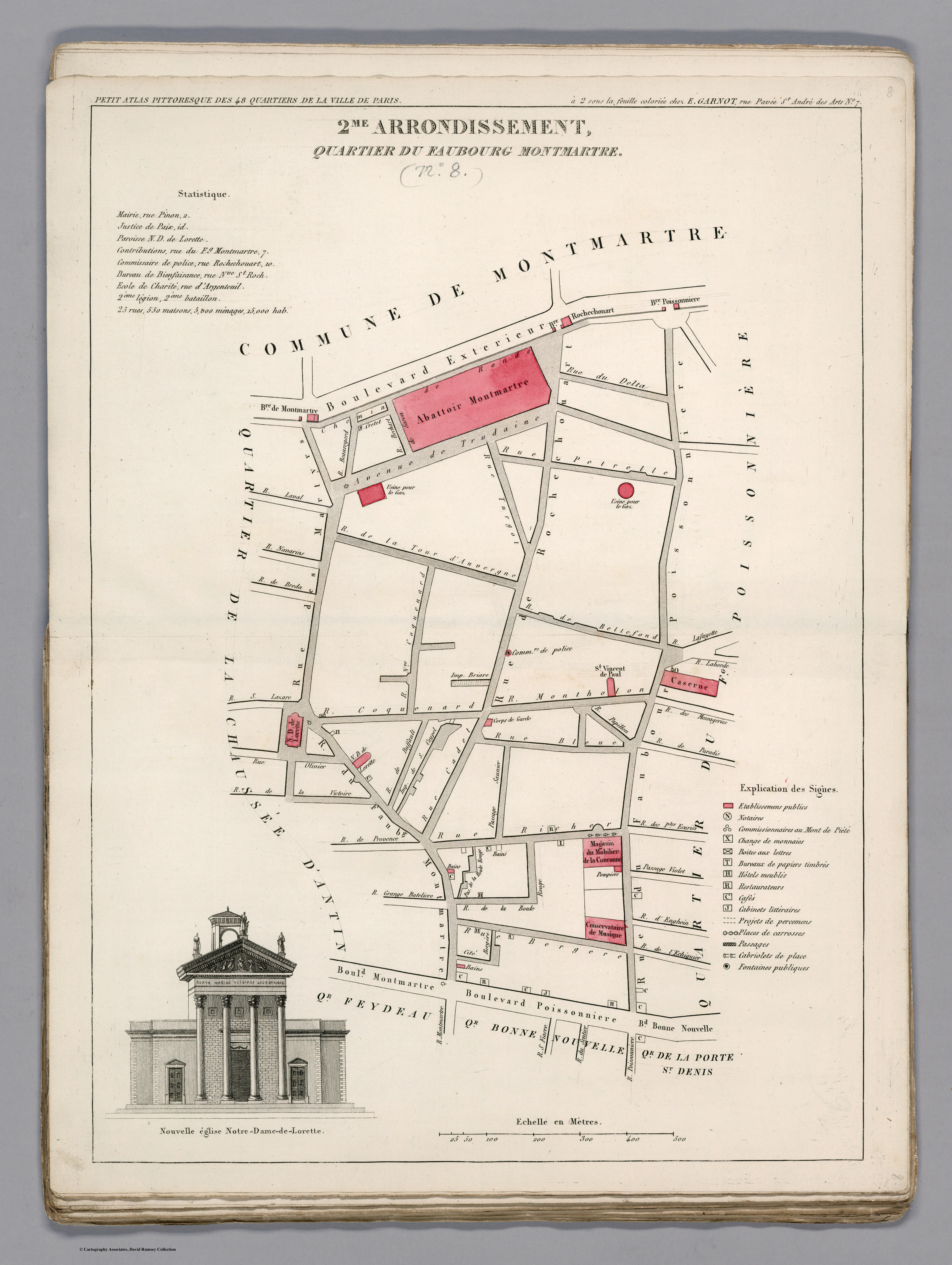
Plan du quartier du Faubourg Montmartre dans l'ancien 2e arrondissement en 1834.

## Bâtiments remarquables et lieux de mémoire
- Nos 2-12 : Central téléphonique Provence et bureau de poste[6]
- Nos 14-20 : face à la rue Rougemont, se trouve l'ancien Comptoir national d'escompte de Paris, aujourd'hui siège de l'activité Asset Management du groupe BNP Paribas. Le bâtiment fut élevé en 1878-1881 par Édouard Corroyer[7], puis en 1903 prolongé par F. Constant-Bernard sur la rue du Conservatoire[1]. Le bâtiment fait l’objet d’une inscription au titre des monuments historiques depuis le 19 février 1991[8].
- No 20 : Charles Philippon (1800-1862), dessinateur, lithographe et journaliste y est mort le 25 janvier 1862[9]. Le Journal amusant y eut son siège.
- No 22 : Louis Fould (1794-1858), banquier et collectionneur d'art y est mort le 20 avril 1858[10].
- No 25 : Théodore Barrière (1821-1877), auteur dramatique, y est mort le 16 octobre 1877[11],[12],[13] où il est mort le 16 octobre 1877[14].
- No 27 : une façade factice cache un transformateur EDF.